# Patan
För andra betydelser, se Patan (olika betydelser).
Patan (sanskrit: पाटन Pātan, newari: यल Yala) eller Lalitpur (formellt Lalitpur Sub-Metropolitan City) är med sina 220 000 invånare (2011) den tredje största staden i Nepal. Patan ligger i den sydvästra delen av Katmandudalen och är mest känd för sina kulturarv, framför allt inom konst och hantverk.

## Geografi
Patan är högt belägen i Katmandudalen, på den södra sidan av floden Bagmati. Staden byggdes på ett ganska tunt lager lera och grus, som tidigare varit botten på den forntida sjön Nagdaha. Idag är staden femton kvadratkilometer stor och är uppdelad i 22 distrikt.

## Historia
Lalitpur grundades troligen under Kiratdynastin på 300-talet före Kristus, och utökades sedan under Licchavidynastin på 600-talet efter Kristus. En ytterligare förstoring kom med Malladynastin under medeltiden. Det finns många legender om hur staden fick sitt namn. Den mest populära är att guden Rato Machhindranath skulle ha kommit till dalen från Kamaru Kamachhya i Assam, Indien, tillsammans med tre personer som representerade var sitt rike i Kathmandudalen. En av dessa hette Lalit. Han var en bonde som burit Rato Machhindranath från Kamaru Kamachhya, för att man trodde att Rato Machhindranath kunde övervinna torkan i dalen genom att skapa regn. Därför blev staden döpt efter Lalit och ordet "pur".
Lalitpur sägs dock ha grundats av kung Veer Deva år 299 efter Kristus, men enligt forskare fanns staden långt tidigare. Många historiska dokument talar för att Patan är den allra äldsta staden i Kathmandudalen.
På språket newari heter staden Yala. Det sägs komma av att kung Yalamber eller Yellung Hang döpte staden efter sig själv.

## Historiska monument

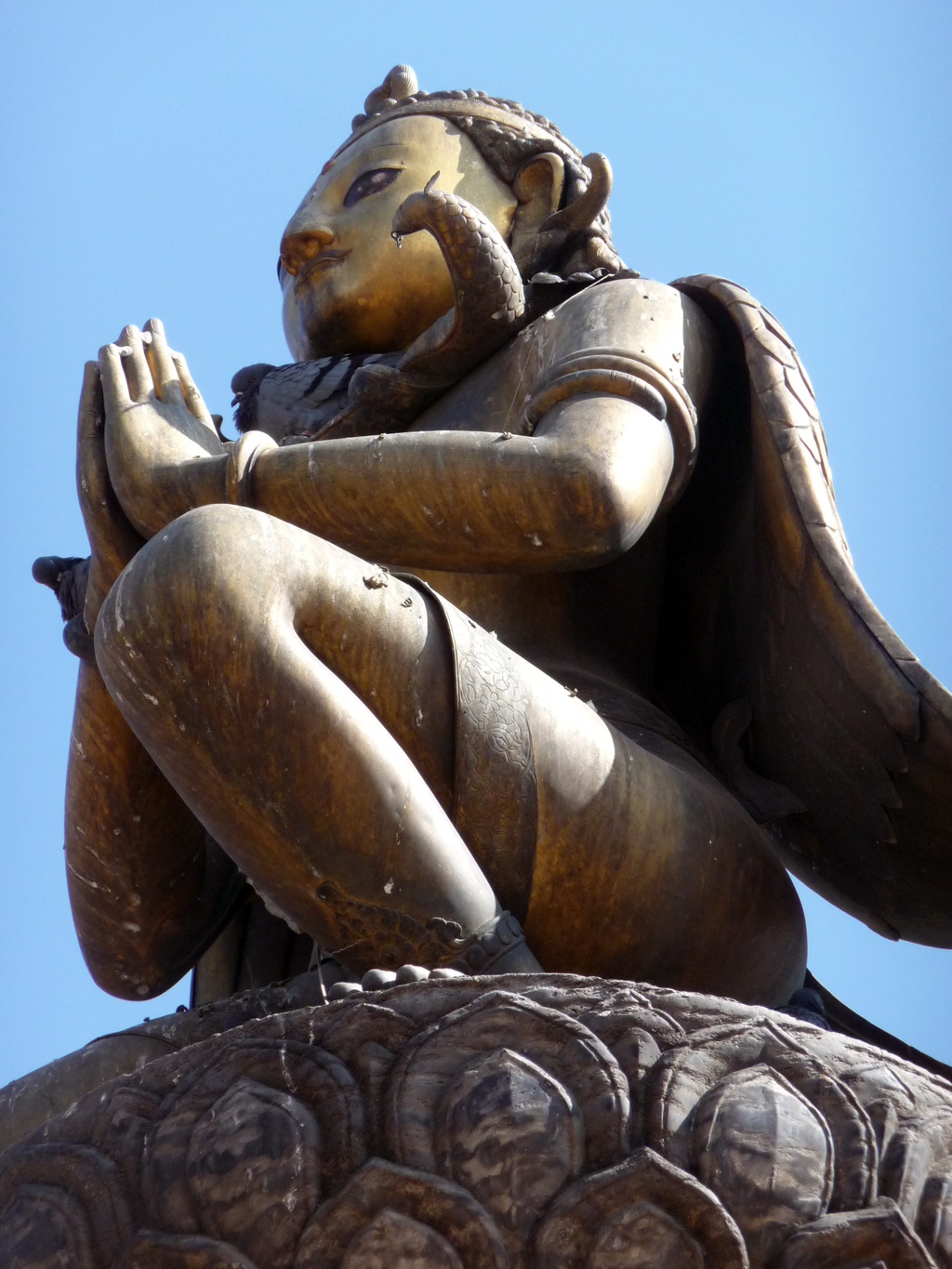
En av Patans buddhistiska monument.

Patan har över 1 200 olika buddhistiska monument utplacerade i staden. Detta eftersom den från början var tänkt att formas av buddhismens Dharma-Chakra (hjulet av rättfärdighet). Det viktigaste monumentet i Patan är dock Patan Durbar Square. Den listades på Unescos världsarvslista år 1979, som en av Katmandudalens sju världsarv.

## Ekonomi
En stor del av befolkningen i Patan arbetar med traditionella hantverk, eller i mindre industrier. I övrigt arbetar man inom jordbruket. Patan är den stad i Nepal som fått fram flest kända konstnärer och hantverkare i hela landet, genom tiderna. Staden har även lyckats behålla hantverkkulturen, trots den snabba urbaniseringen.
Patan är inte lika urbaniserad som Katmandu, som ligger på den norra sidan av floden Bagmati, men har ändå många viktiga verkstäder, butiker, restauranger, hotell, skolor och ambassader för Katmandudalens ekonomi.

## Intressanta platser

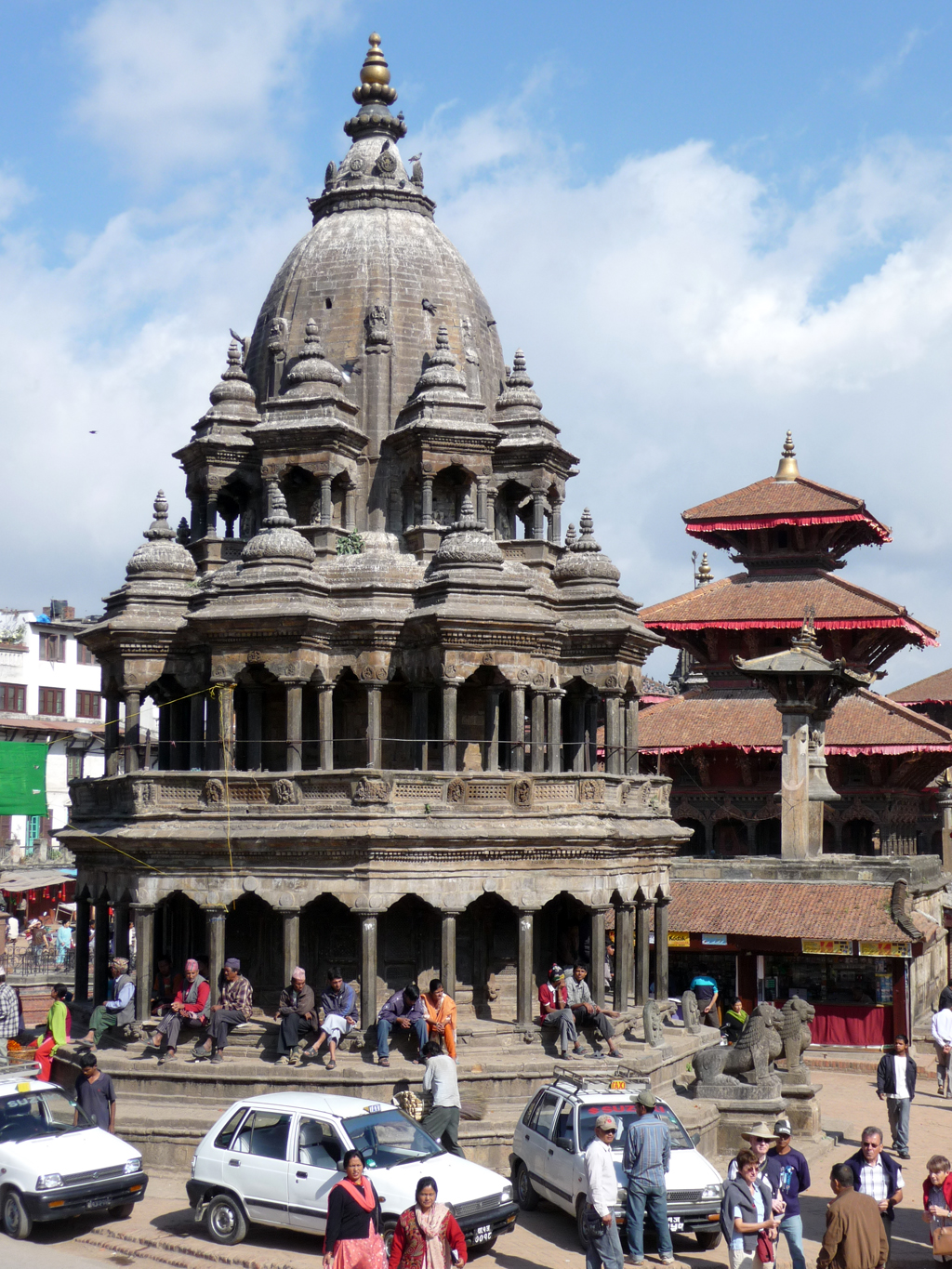
Patan Durbar Square.

Patan är känd som en mycket konstnärlig stad. Nästan all konst är tillägnad till gudar, och staden är full av tempel och vihara. Några av dessa är:
- Patan Durbar Square - Mallas hemvist. Är nu ett museum.
- Hiranya Varna Mahaa Vihar - ett buddhistiskt tempel som lokalt kallas för det gyllene templet.
- Rudra Varna Mahavihar.
- Mahaboudha-templet.
- Banglamukhi-templet - ett hinduistiskt tempel.
- Kumbeshwor-templet - en av två femvåningspagoder i Katmandudalen.
- Pancheswor Mahadev-templet